# Comuna Mârșani, Dolj
Mârșani este o comună în județul Dolj, Oltenia, România, formată numai din satul de reședință cu același nume. Localitatea Mârșani se află situată la aproximativ 50 kilometri de Craiova. Legendele spun că numele localității provine de la un așa numit Mârza, capitan pe atunci în sluja banului Craiovei. Acesta a primit pentru meritele sale în luptele împotriva turcilor o vastă moșie în acestă zonă. Locuitorii au fost numiți pentru o perioadă mârzani, însă prin modificări fonetice survenite s-a ajuns la numele mârșani, acesta devenind și numele localității. Ocupația de bază a localnicilor este agricultura, zona fiind renumită pentru cultivarea cartofului,pepenilor verzi si a verzei. Cel mai cunoscut om al Mârșaniului este uriașul Gogea Mitu devenit celebru în întreaga Europă prin înălțimea sa neobișnuită.

## Demografie
Componența etnică a comunei Mârșani
     Români (90,08%)
     Romi (1,8%)
     Alte etnii (8,12%)
Componența confesională a comunei Mârșani
     Ortodocși (91,4%)
     Alte religii (0,28%)
     Necunoscută (8,32%)
Conform recensământului efectuat în 2021, populația comunei Mârșani se ridică la 3.941 de locuitori, în scădere față de recensământul anterior din 2011, când fuseseră înregistrați 4.745 de locuitori. Majoritatea locuitorilor sunt români (90,08%), cu o minoritate de romi (1,8%). Din punct de vedere confesional, majoritatea locuitorilor sunt ortodocși (91,4%), iar pentru 8,32% nu se cunoaște apartenența confesională.

## Politică și administrație
Comuna Mârșani este administrată de un primar și un consiliu local compus din 13 consilieri. Primarul, Ovidiu-Laurențiu Răducanu[*], de la Partidul Social Democrat, este în funcție din 1 noiembrie 2024. Începând cu alegerile locale din 2024, consiliul local are următoarea componență pe partide politice:
|  | Partid                    | Consilieri | Componența Consiliului | Componența Consiliului | Componența Consiliului | Componența Consiliului | Componența Consiliului | Componența Consiliului | Componența Consiliului | Componența Consiliului | Componența Consiliului |
|  | ------------------------- | ---------- | ---------------------- | ---------------------- | ---------------------- | ---------------------- | ---------------------- | ---------------------- | ---------------------- | ---------------------- | ---------------------- |
|  | Partidul Social Democrat  | 9          |                        |                        |                        |                        |                        |                        |                        |                        |                        |
|  | Partidul Național Liberal | 3          |                        |                        |                        |                        |                        |                        |                        |                        |                        |
|  | Uniunea Salvați România   | 1          |                        |                        |                        |                        |                        |                        |                        |                        |                        |

## Personalități născute aici
- Gogea Mitu (1914 - 1936), boxer.